# Pujiharjo
Pujiharjo is een bestuurslaag in het regentschap Malang van de provincie Oost-Java, Indonesië. Pujiharjo telt 6153 inwoners (volkstelling 2010).